# Владимир Бурилков
Владимир Тодоров Бурилков е български журналист, историк и юрист.

## Биография
Бурилков е роден в 1882 година в Малко Търново в семейството на общественика и революционер Тодор Бурилков. Брат е на Димо Бурилков и Жельо Бурилков. Завършва прогимназия в родния си град, четвърти клас в Одринската гимназия и гимназия във Видин в 1903 година. От 1904 година учи право в Софийския университет. В 1907 година при Университетската криза продължава следването си в Сърбия и Белгия. В 1911 година защитава докторат по право в Брюкселския свободен университет. Като студент се занимава с журналистика. Работи във вестник „Мир“, а от 1907 година - в „Дневник“. Бурилков е сред основателите на Дружеството на столичните журналисти.
След Младотурската революция в 1908 година заминава за Солун като кореспондент на „Дневник“. Участва във формирането на Съюза на българските конституционни клубове и е избран за депутат от Малко Търново на Втория конгрес на Съюза. Член е на Централната комисия по печата. Участва в създаването на Българска матица и пише в органа ѝ „Летоструй“. В края на 1910 година екзарх Йосиф го кани за главен редактор на вестник „Вести“.
При избухването на Балканската война в 1912 година и спирането на вестника успява да избяга в България и като доброволец участва във войната. След Междусъюзническата война е окръжен управител в Струмица. В 1914 година се жени за Радка Гугучкова.
Участва в Първата световна война като подофицер в Единадесета пехотна македонска дивизия. Ранен е и е назначен за комендант на гара Криволак (1916 - 1917). От 1917 до края на войната е окръжен управител в Ниш.
Основова и редактира „Бургаска поща“ и „Бургаска вечерна поща“. Член е на Демократическия сговор и депутат в ХХІІ Народно събрание. След Деветосептемврийския преврат в 1944 година е арестуван и изселен.